# Сікорський С.XX
Сікорський С.XX (рос. Сикорский С.XX) — перспективний винищувач Російського імператорського військово-повітряного флоту часів Першої світової війни. У вересні 1916 року Російсько-Балтійським вагонним заводом був випущений винищувач С.XX, розроблений Ігорем Сікорським. С.XX - одностійковий біплан раціональної, аеродинамічно чистої конструкції з двигуном «Гном-Моносупап» (100 к. с.), пізніше з двигуном «Рон» (120 к. с.). Верхнє крило, що несло елерони, по хорді і розмаху трохи перевищувало нижнє.
Машина перевершувала за льотними даними винищувачі «Ньєпор» і «Сопвіч» випуску 1916 року, трохи поступаючись лише «Віккерсу». Літак С.XX по своїй конструкції і даним знаходився на рівні самої передової техніки 1916-1917 рр. На жаль, в серії він не будувався і залишився майже невідомим. Його поплавковий варіант не був закінчений. Побудовані п'ять літаків, поступили на початку 1917 року на фронт.